# Campo, Camerun
Campo este un oraș din Provincia de Sud-Vest, Camerun.